# 黒石里駅
黒石里駅（フクソンニえき）は大韓民国大田広域市西区にある、韓国鉄道公社（KORAIL）湖南線の駅。
現在は貨物のみ取り扱っており、旅客営業を行っていない。

## 駅構造
島式ホーム2面4線を有する地上駅。

## 歴史
- 1935年6月1日 :無配置簡易駅として開業[1]。
- 1945年6月1日 :普通駅に昇格[2]。
- 1975年7月25日 :現在の位置に駅を移転。
- 1977年5月1日 :貨物取り扱い停止[3]。
- 1983年2月1日 :小荷物取り扱い停止[4]。
- 1993年4月15日 :ピドゥルギ号乗車券車内取り扱い指定。
- 2008年12月1日 :旅客取り扱い停止。無配置簡易駅に格下げ。

## 隣の駅
韓国鉄道公社
湖南本線 (全列車通過)
西大田駅 - (佳水院駅) - 黒石里駅 - 鶏龍駅